# Dasophrys montanus
Dasophrys montanus is een vliegensoort uit de familie van de roofvliegen (Asilidae). De wetenschappelijke naam van de soort werd voor het eerst geldig gepubliceerd in 1981 door Jason Gilbert Hayden Londt.